# Hary
Hary är en kommun i departementet Aisne i regionen Hauts-de-France i norra Frankrike. Kommunen ligger  i kantonen Vervins som ligger i arrondissementet Vervins. År 2022 hade Hary 196 invånare.

## Befolkningsutveckling
Antalet invånare i kommunen Hary
Referens: INSEE